# 쓰리 타임즈
《쓰리 타임즈》(중국어: 最好的時光)는 2005년 제작된 타이완의 드라마 영화이다. 허우샤오셴이 감독과 공동각본을 맡았다. 2005 칸 영화제 황금종려상 경쟁후보작이다.

## 출연

### 주연
- 장첸
- 메이 디
- 팡 메이
- 서기